# Autoroute 10 (Québec)
Die Autoroute 10 ist eine Autobahn in der ostkanadischen Provinz Québec.
Sie führt von Montréal über den Sankt-Lorenz-Strom in die Regionen Montérégie und Estrie. Sie verläuft in östlicher Richtung an Magog vorbei und endet bei Sherbrooke. Die Gesamtlänge beträgt 142,3 km.

## Streckenbeschreibung
Die Autobahn heißt in Montréal und Brossard Autoroute Bonaventure. Auf der restlichen Strecke trägt sie die Bezeichnung Autoroute des Cantons-de-l'Est.
Sie beginnt im Osten von Montréal als Abzweig von der Autoroute 720. Sie führt anfangs nach Süden zur Île des Sœurs, wo sie sich mit den Autoroutes 15 und 20 vereinigt und über die Brücke Pont Champlain den Sankt-Lorenz-Strom quert und zur gegenüberliegenden Stadt Brossard führt. Dort trennt sie sich wieder von den anderen Autobahnen und wendet sich nach Südosten und später nach Osten. Sie führt 10 km nördlich an Saint-Jean-sur-Richelieu sowie 5 km südlich an Granby vorbei. Nordöstlich von Magog vereinigt sie sich mit der aus Süden kommenden Autoroute 55. Im Nordwesten von Sherbrooke endet die Autoroute 10. Dort spaltet sich die Autobahn auf in die nach Norden führende Autoroute 55 sowie in die nach Osten führende Autoroute 610.